# Germanistik
Germanistik bezeichnet in der Regel diejenige akademische Disziplin der Geisteswissenschaften, die sich mit der deutschen Sprache und deutschsprachigen Literatur in ihren historischen und gegenwärtigen Formen beschäftigt. In diesem Sinn ist Germanistik gleichbedeutend mit der Fachbezeichnung Deutsche Philologie oder Deutsche Sprach- und Literaturwissenschaft. In einer weiter gefassten (aber selteneren) Bedeutung des Wortes kann sich Germanistik auch auf die germanischen Sprachen, Kulturen und Literaturen insgesamt beziehen. Mit einem Verständnis von Germanistik als Deutsche Philologie bilden hingegen Skandinavistik, Niederlandistik, Frisistik und Jiddistik separate Fächer neben der Germanistik, und die Anglistik sowieso. Die Erforschung von Deutsch, Niederdeutsch und Niederländisch in ihrem historischen Zusammenhang wird manchmal als Theodistik bezeichnet.
Die moderne Germanistik im engen Sinn setzt sich aus mehreren Teilfächern zusammen, etwa der Germanistischen Linguistik, dem Fach Neuere deutsche Literaturwissenschaft, der Germanistischen Mediävistik sowie der Deutschdidaktik. Seit den 1980er Jahren wird die Germanistik auch in eine Inlandsgermanistik und Auslandsgermanistik eingeteilt. Zuweilen gibt es eine Verschränkung germanistischer Teildisziplinen mit denen der Kulturwissenschaft.

## Der Begriff „Deutsche Sprache“ in der Germanistik
Die Germanistik untersucht, allgemein gesprochen, verschiedene Erscheinungsformen der deutschen Sprache, sowohl in ihrer historischen Entwicklung als auch hinsichtlich der räumlich unterschiedenen Varietäten und der Funktionsbeziehungen einzelner Sprachsysteme.
In historischer Sicht umfasst die Germanistik alle Sprachstufen des Deutschen, die meist wie folgt eingeteilt werden:
- Althochdeutsch (8. bis 11. Jahrhundert)
- Mittelhochdeutsch (11. bis 14. Jahrhundert)
- Frühneuhochdeutsch (14. bis 17. Jahrhundert)
- Neuhochdeutsch (ab 17. Jahrhundert).

Lehrbuchmäßige Einteilungen wie diese zeigen, dass oft, wenn von „der deutschen Sprache“ die Rede ist, in einer engeren Interpretation nur an „Hochdeutsch“ gedacht ist, im Unterschied zum Niederdeutschen. So wird dann, wie oben, auch bei der Sprachgeschichte Altniederdeutsch und Mittelniederdeutsch nicht mitgenannt. In der Tat wird das Niederdeutsche in der Sprachwissenschaft überwiegend als eigenständige Sprache gezählt und dem Hochdeutschen gegenübergestellt (das sich dann in die oberdeutschen und mitteldeutschen Dialekte gliedert). Insbesondere das Altniederdeutsche wird auch als „Altsächsisch“ deutlich ausgegliedert. Da in der Neuzeit das Niederdeutsche begann, sich in soziolinguistischer Sicht wie ein Dialekt des Deutschen zu verhalten, wird das Niederdeutsche in verschiedenen Quellen aber auch in „die deutsche Sprache“ einbezogen.
Niederdeutsche Philologie findet jedenfalls immer im Rahmen der Germanistik statt. Sie wird vor allem an Universitäten in der Nordhälfte Deutschlands betrieben – Kiel, Hamburg, Oldenburg, Münster, Bremen, Rostock und Greifswald.

## Germanistische Linguistik
Die germanistische Linguistik als Sprachwissenschaft des Deutschen untersucht das Deutsche sowohl in historischer (diachroner) Hinsicht als auch in den systematisch-grammatischen Aspekten (Lautung, Schreibung, Flexionsformen, Wörter, Sätze, Texte usw.). Dazu kommen die verschiedenen Erscheinungsformen in der sprachsoziologischen Schichtung (Umgangssprache, Schriftsprache usw.) und der sprachgeographischen Gliederung (Dialekte usw.). Die Germanistische Linguistik beschäftigt sich wesentlich mit der Anwendung von Methoden der allgemeinen Sprachwissenschaft/Linguistik auf die deutsche Sprache, folgt aber auch eigenständigen Traditionen.

## Germanistische Literaturwissenschaft
Die Germanistische Literaturwissenschaft untergliedert sich in eine (früher so genannte) „Alte Abteilung“, die sich mit der deutschsprachigen Literatur von den Anfängen im Frühmittelalter bis zum Übergang zur Neuzeit (etwa 16. Jahrhundert) befasst und heute als (Germanistische) Mediävistik bezeichnet wird, und eine „Neue Abteilung“, die sich als Neugermanistik mit der „Neueren deutschen Literatur“ (mit der Literatur des 16. Jahrhunderts bis zur Gegenwart) befasst. In Zürich wird die Grenze zwischen Mediävistik und Neuerer deutscher Literatur anders gezogen: Barock und Frühe Neuzeit werden noch zur Mediävistik gerechnet.
Sie untersucht die deutsche Literatur systematisch nach Gattungen, Formen, Stoffen und Motiven sowie historisch nach Autoren und Epochen. Zentrale Arbeitsgebiete der deutschen Literaturwissenschaft sind die Editionsphilologie, die Literaturgeschichtsschreibung und die Analyse deutschsprachiger literarischer Texte.
Die Beziehungen der deutschen Literatur zu den Literaturen fremdsprachiger Länder (Rezeptions- und Wirkungsgeschichte) und zu historischen Gegebenheiten, z. B. in europäischem Kontext, bilden weitere wichtige Arbeitsgebiete, werden seitens der deutschen Germanistik aber häufig unter Zentralsetzung des eigenen Literaturwissenschaftsverständnisses betrieben.

## Deutschdidaktik
Die Deutschdidaktik ist die Fachdidaktik des Deutschen; dieser Teilbereich beschäftigt sich insbesondere mit der Lehre des Faches in der Schule, ist aber oft interdisziplinär angelegt (Bildungswissenschaften, Psychologie, Soziologie usw.). 

## Sprechwissenschaft und Sprecherziehung
In der Lehramtsausbildung ist an einigen Universitäten die Sprecherziehung für Studierende des Faches Deutsch obligatorisch. Einzigartig in der Bundesrepublik Deutschland ist, dass die Hochschulen in der Germanistik einen eigenen Masterschwerpunkt in Sprechwissenschaft und Sprecherziehung anbieten. Allerdings wird momentan nur an der Universität des Saarlandes in Saarbrücken ein Master-Studiengang Germanistik mit Schwerpunkt in Sprechwissenschaft und Sprecherziehung angeboten. Die Universität Halle-Wittenberg bietet, getrennt von der Germanistik, sowohl einen Bachelor- als auch einen Masterstudiengang im Bereich Sprechwissenschaft und Phonetik an.
| Hochschule                                          | Studiengang                     | Abschluss                                                        |
| --------------------------------------------------- | ------------------------------- | ---------------------------------------------------------------- |
| Martin-Luther-Universität Halle-Wittenberg          | Sprechwissenschaft und Phonetik | Bachelor, Master                                                 |
| Universität Leipzig                                 | Sprecherziehung                 | Sprecherziehung u. a. für Lehramtsstudierende des Faches Deutsch |
| Philipps-Universität Marburg                        | Sprechwissenschaft und Phonetik | Master                                                           |
| Technische Universität Dresden                      | Sprecherziehung                 | Sprecherziehung für Lehramtsstudierende des Faches Deutsch       |
| Ruprecht-Karls-Universität Heidelberg               | Sprecherziehung                 | Sprecherziehung u. a. für Lehramtsstudierende des Faches Deutsch |
| Rheinisch-Westfälische Technische Hochschule Aachen | Sprecherziehung                 | Sprecherziehung für Lehramtsstudierende des Faches Deutsch       |

## Germanistische Medienwissenschaft
Neben der germanistischen Sprach- und Literaturwissenschaft hat sich national wie international die germanistische Medienwissenschaft als dritter Teilbereich des Faches etabliert. Die germanistische Medienwissenschaft untersucht vor allem Fragen der Textualität und der Narratologie und hat eine stärker historische Ausrichtung als die kulturwissenschaftliche Medienwissenschaft bzw. verfügt über einen stärker reflexiven Ansatz als die Informatik. Neben den Neuen Medien untersucht sie auch die Alten Medien und analysiert die medialen Dimensionen von Sprache und Literatur.

## Geschichte der Germanistik

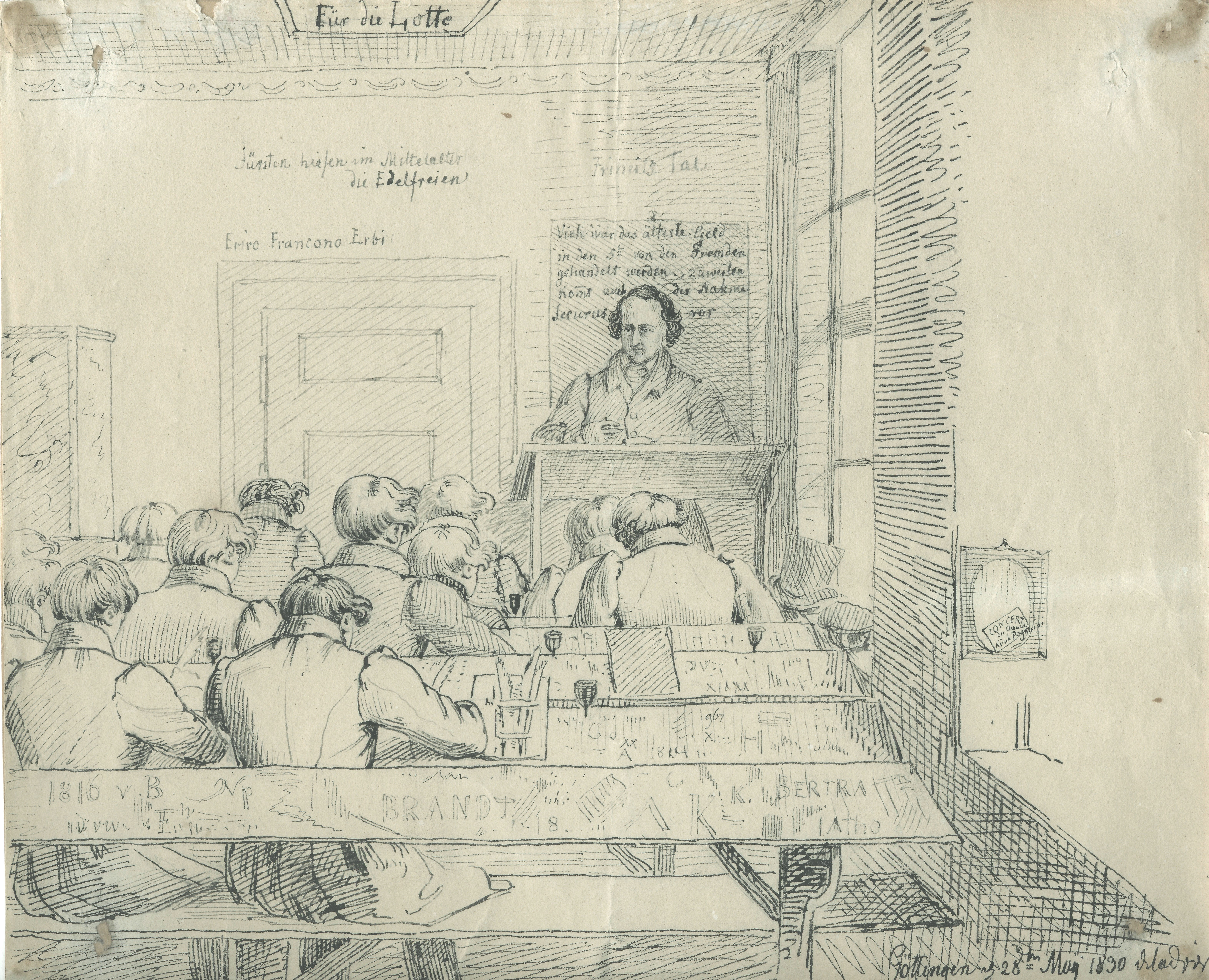
Die Erforschung althochdeutscher Rechtstexte als Beginn der Germanistik: „Im Kolleg bei Jacob Grimm“, Göttingen, 28. Mai 1830

Als noch äußerst gering systematisiertes Interessengebiet einzelner Gelehrter lässt sich die Germanistik im Bereich der germanischen Altertumskunde bis zu Tacitus zurückverfolgen. Dieser deutete in seinen Annales an, dass die Germanen (ohne Angabe des Stammes) den Arminius in der Nachschau der Varusschlacht, im Jahre 9 n. Chr., in ihren Liedern besungen hätten. Im Sinne einer deutschen Sprach- und Literaturkunde setzt sie jedoch erst mit der Erforschung und Veröffentlichung alter Rechts- und Geschichtsquellen sowie mittelalterlicher Bibelübersetzungen zur Zeit des Humanismus ein. Als selbständige Wissenschaft neben der Altphilologie und als Universitätsdisziplin wurde die Germanistik Anfang des 19. Jahrhunderts durch Georg Friedrich Benecke, die Brüder Grimm und Karl Lachmann begründet. Deren wissenschaftliches Interesse an der literarischen Vergangenheit war deutlich von der romantischen Ästhetik mit ihrer Wiederentdeckung der mittelalterlichen Dichtung geprägt.
Erster außerordentlicher Professor für Germanistik war seit 1810 Friedrich Heinrich von der Hagen in Berlin, während 1858 an der Universität Rostock das „Deutsch-Philologische Seminar“ als erste germanistische akademische Einrichtung entstand. Die Diskussionen drehten sich weithin um das Nibelungenlied und den Minnesang. Genau wie die Werke Martin Luthers sollten diese dem Nachweis einer spezifisch „deutschen“ Kulturtradition dienen, die den Vergleich zu anderen Nationen nicht scheuen müsse. Ähnlich wie im Italien des Risorgimento geschah dies in Deutschland im Bewusstsein einer angestrebten, aber vorerst gescheiterten staatlichen Einigung. Die nationalstaatliche Perspektive – die es gleichermaßen auch in Frankreich, England und anderen Ländern gab – war freilich schon im Ansatz fragwürdig, da sie Gefahr lief, nur den eigenen Chauvinismus zu reflektieren. Nach der Aufarbeitung von Mittelalter und Reformationszeit durch Quelleneditionen und angeregte Forschungsdebatten im 19. Jahrhundert erfolgte die „Wiederentdeckung“ der Barockliteratur zu Beginn des 20. Jahrhunderts.
Die Aufarbeitung der Barockdichtung wies ein weiteres Problem auf: Man orientierte sich am Bild des „großen“, genialen Schöpfers von Literatur, einer Vorstellung, die der Originalitätsästhetik des 19. Jahrhunderts entstammte. Dieses Konzept von Dichtung hatte es aber in der Barockzeit nicht gegeben, im Gegenteil wollte und sollte man durch die Imitation klassischer Vorbilder seine Kunst beweisen. Ebenso wurde im 19. Jahrhundert noch nicht recht bemerkt, dass die klassische Gattungstrias von Epos, Drama und Lyrik von einer überwiegend mündlichen Überlieferung in der Antike ausging und im „Literaturbetrieb“ seit der frühen Neuzeit nur noch bedingt sinnvoll war, obwohl sie nach wie vor ins Feld geführt wurde. So kam es zu Missverständnissen, die bis heute nicht ausgeräumt sind.
Die deutsche Literaturwissenschaft ließ sich in vieler Hinsicht von Zielsetzungen der preußisch-wilhelminischen Politik nach dem Deutsch-Französischen Krieg 1870/71 instrumentalisieren. Die Dominanz des deutschen Kulturschaffens über dasjenige anderer Nationen sollte bewiesen und illustriert werden, obwohl Paris, wie Walter Benjamin später betonte, nach wie vor die kulturelle „Hauptstadt des 19. Jahrhunderts“ war. In diesem Sinne entstanden Auswahlausgaben und vielbändige literaturgeschichtliche Lexika.
In der Zeit des Nationalsozialismus forderten die staatlichen Machthaber von der Germanistik ideologische Unterstützung und machten sich ihre Tendenz zum Pangermanismus, die noch aus der Zeit der Kleinstaaterei stammte, zu Nutze. Die Lösung von ideologischer Voreingenommenheit nach dem Zweiten Weltkrieg geschah zähflüssig. In den 1950er Jahren wurde die werkimmanente Interpretationsmethode beliebt, die eine streng am Wortlaut der Dichtung orientierte, Motive und Metaphern beleuchtende Interpretation zum Paradigma erhob und jede Deutung im Hinblick auf äußere Einflussfaktoren und Zeitumstände ausklammerte; und es war Gerhard Eis, der zwischen 1937 und 1944 (Neue Wege der landeskundlichen Schrifttumsgeschichte) für die Germanistik des Mittelalters eine auf Sach- und Gebrauchstexten beruhende Fachprosaforschung (aufbauend auf Ansätzen im 19. Jahrhundert) begründete, die über die bisher weitgehend auf fiktiver Literatur begründete Mediävistik hinausging. Bisweilen fanden auch psychoanalytische Methoden Verwendung, die die hinter der Dichtung stehende „Persönlichkeit“ des Autors zu erklären versuchten.
Seit den 1960er Jahren setzte eine Differenzierung der verwendeten Methoden ein, die eine geradezu unüberblickbare methodologische Vielfalt zur Folge hatte. Zu den vielfältigen Ansätzen zählen u. a. (nach dem Vorbild der Amerikanistik und Romanistik) Strukturalismus, Rezeptionsästhetik und Narrativistik. In den 1970er Jahren erweiterte sich das Spektrum noch um Intertextualitätstheorie und Diskursanalyse, poststrukturalistische, semiotische und dekonstruktivistische, feministische und postfeministische sowie feld- und systemtheoretische Perspektiven. Insgesamt bleibt die in Deutschland ansässige Germanistik aber gerade in ihren komparatistischen Strömungen und „weltliterarischen“ Interessen dem nationalphilologischen Paradigma verhaftet (vgl. die Bezeichnung „Auslandsgermanistik“ für internationale Forschungen sowie die habitualisierte Gleichsetzung deutscher Literatur mit Literatur schlechthin).

## Auslandsgermanistik
Alois Wierlacher war zu Beginn der 1980er Jahre einer der ersten Wissenschaftler, der die Diskussion begonnen hat, dass die Germanistik in den deutschsprachigen Ländern anders orientiert sein müsse als in den Ländern mit einer anderen Muttersprache. Er forderte eine Germanistik, die sich als „vergleichende Fremdkulturwissenschaft“ konstituieren solle. Zwar waren seine Thesen für eine umfassende Neuorientierung der Germanistik und des Fachs Deutsch als Fremdsprache (DaF) sehr umstritten, aber die von Wierlacher begonnene Diskussion führte in der Folgezeit zu einem stärkeren Bewusstsein der Unterschiede zwischen der Germanistik in den deutschsprachigen Ländern und der Germanistik im Ausland. Als eine Folge dieser Diskussion entstanden die Begriffe „Auslandsgermanistik“ oder interkulturelle Germanistik.